# The Internet Symphony
The Internet Symphony No. 1 - Eroica, é uma peça escrita pelo renomado compositor chinês Tan Dun para a Youtube Symphony Orchestra. É a primeira desse evento onde músicos do mundo todo tocam a mesma peça virtualmente, e os melhores são selecionados para serem apresentados numa sinfonia em rede exibida pelo Youtube. Além de apresentar alguma performance na Internet Symphony No. 1 ("Eroica"), músicos podem também escolher por enviar um vídeo deles mesmos tocando uma das peças selecionadas. A melhor performance será escolhida para uma apresentação no Carnegie Hall de Nova Iorque em 15 de abril de 2009, com todas as despesas pagas pelo Youtube. Os vencedores serão selecionados através de votação pelos próprios membros do Youtube.
A sinfonia dura 4 minutos e 3 segundos, foi encomendada pelo Google/Youtube, e publicada por G. Shirmer Inc. Foi realizada pela Orquestra Sinfônica de Londres em outubro de 2008. Tan Dun também incluiu tambores trovão e pneu de automóveis como instrumentos adicionais. Tan também embutido um tema principal do primeiro movimento da Sinfonia No.3: Eroica, de Beethoven em seu trabalho.
A Orquestra Chinesa de Hong Kong, como parceira da Youtube Symphony Orchestra Project, criou uma versão orquestral chinesa da Internet Symphony No. 1 de Tan, usando instrumentos de percussão da Ópera de Pequim e instrumentos antigos chineses como bianzhong e guqin. Foi rearranjada pela HKO's Associate Conductor Chew Hee-Chiat, e conduzida pelo diretor artístico e condutor principal Yan Huichang.

## Ligações Externas
- Youtube Symphony